# French Open-mesterskabet i herredouble 2016
French Open-mesterskabet i herredouble 2016 var den 115. turnering om French Open-mesterskabet i herredouble. Turneringen var en del af French Open 2016 og blev spillet i Stade Roland Garros i Paris, Frankrig i perioden 24. maj - 4. juni 2016 med deltagelse af 64 par.
Mesterskabet blev vundet af spanierne Feliciano López og Marc López, som i finalen besejrede amerikanerne Mike Bryan og Bob Bryan med 6−4, 6−7(6−8), 6−3. Dermed sikrede det spanske par sig sin første grand slam-titel, og de blev det første rent spanske par, der vandt titlen, siden Sergio Casal og Emilio Sanchez triumferede i 1990. Det 15.-seedede spanske par havde en begivenhedsrig rejse mod finalen. De overraskede topseedede Pierre-Hugues Herbert og Nicolas Mahut i tredje runde, afværgede seks matchbolde mod Julien Benneteau og Édouard Roger-Vasselin i kvartfinalen og vandt 7−5 i afgørende sæt i semifinalen mod de forsvarende mestre, Ivan Dodig og Marcelo Melo.
Spanierne spillede deres blot anden grand slam-turnering som makkere. I deres grand slam-debut ved Australian Open tidligere samme år tabte de i anden runde til Marco Cecchinato og Andreas Seppi. Marc López havde tidligere, sammen med landsmanden Marcel Granollers, været i finalen om French Open-mesterskabet i herredouble 2014, mens Feliciano López ikke tidligere var nået længere end til kvartfinalerne i en grand slam-turnering i herredouble.
Resultaterne medførte, at Nicolas Mahut for første gang i karrieren overtog førstepladsen på ATP's verdensrangliste i double, og han blev dermed den første franskmand, der kunne kaldes sig verdens bedste doublespiller, siden Yannick Noah toppede ranglisten i august 1987.

## Pengepræmier og ranglistepoint
Den samlede præmiesum til spillerne i herredouble androg € 2.176.000 (ekskl. per diem), hvilket var en stigning på knap 10 % i forhold til året før.
| Resultat               | Pengepræmier | Pengepræmier | Ændring ift. 2015 | ATP-point |
| Resultat               | Pr. par      | Total        | Ændring ift. 2015 | ATP-point |
| ---------------------- | ------------ | ------------ | ----------------- | --------- |
| Vindere (1)            | € 500.000    | € 500.000    | +11,1 %           | 2.000     |
| Finalister (1)         | € 250.000    | € 250.000    | +11,1 %           | 1.200     |
| Semifinalister (2)     | € 125.000    | € 250.000    | +11,1 %           | 720       |
| Kvartfinalister (4)    | € 68.000     | € 272.000    | +11,5 %           | 360       |
| Tabere i 3. runde (8)  | € 37.000     | € 296.000    | +12,1 %           | 180       |
| Tabere i 2. runde (16) | € 19.000     | € 304.000    | +5,6 %            | 90        |
| Tabere i 1. runde (32) | € 9.500      | € 304.000    | +5,6 %            | 0         |
| Samlet præmiesum       | -            | € 2.176.000  | +9,7 %            | -         |

## Turnering

### Deltagere
Turneringen havde deltagelse af 64 par, der var fordelt på:
- 57 direkte kvalificerede par i form af deres ranglisteplacering.
- 7 par, der havde modtaget et wildcard.

#### Seedede spillere
De 16 bedst placerede af deltagerne på ATP's verdensrangliste blev seedet:
| Seedning | Rang. | Spiller                             | Resultat     |
| -------- | ----- | ----------------------------------- | ------------ |
| 1        | 8     | Pierre-Hugues Herbert Nicolas Mahut | Tredje runde |
| 2        | 9     | Jean-Julien Rojer Horia Tecău       | Anden runde  |
| 3        | 10    | Ivan Dodig Marcelo Melo             | Semifinale   |
| 4        | 13    | Jamie Murray Bruno Soares           | Tredje runde |
| 5        | 15    | Bob Bryan Mike Bryan                | Finale       |
| 6        | 24    | Rohan Bopanna Florin Mergea         | Kvartfinale  |
| 7        | 35    | Vasek Pospisil Jack Sock            | Anden runde  |
| 8        | 44    | Raven Klaasen Rajeev Ram            | Anden runde  |
| 9        | 44    | Łukasz Kubot Alexander Peya         | Semifinale   |
| 10       | 46    | Teat Huey Maks Mirny                | Tredje runde |
| 11       | 47    | Henri Kontinen John Peers           | Anden runde  |
| 12       | 49    | Radek Štěpánek Nenad Zimonjić       | Tredje runde |
| 13       | 50    | Juan Sebastián Cabal Robert Farah   | Første runde |
| 14       | 66    | Daniel Nestor Aisam-ul-Haq Qureshi  | Tredje runde |
| 15       | 70    | Feliciano López Marc López          | Vindere      |
| 16       | 70    | Marcin Matkowski Leander Paes       | Kvartfinale  |

#### Wildcards
Syv par modtog et wildcard til turneringen.
| Spiller                                 | Resultat     |
| --------------------------------------- | ------------ |
| Mathias Bourgue Calvin Hemery           | Første runde |
| Julien Benneteau Édouard Roger-Vasselin | Kvartfinale  |
| Tristan Lamasine Albano Olivetti        | Anden runde  |
| Grégoire Barrère Quentin Halys          | Anden runde  |
| Stéphane Robert Alexandre Sidorenko     | Første runde |
| David Guez Vincent Millot               | Anden runde  |
| Kenny de Schepper Maxime Teixeira       | Første runde |

### Resultater

#### Kvartfinaler, semifinaler og finale
| Feliciano López |
| Marc López      |

| Julien Benneteau  |
| É. Roger-Vasselin |

| Feliciano López |
| Marc López      |

| Ivan Dodig   |
| Marcelo Melo |

| Ivan Dodig   |
| Marcelo Melo |

| Rohan Bopanna |
| Florin Mergea |

| Feliciano López |
| Marc López      |

| Bob Bryan  |
| Mike Bryan |

| Bob Bryan  |
| Mike Bryan |

| Marcin Matkowski |
| Leander Paes     |

| Bob Bryan  |
| Mike Bryan |

| Łukasz Kubot   |
| Alexander Peya |

| Łukasz Kubot   |
| Alexander Peya |

| Pablo Cuevas      |
| Marcel Granollers |

#### Første, anden og tredje runde
| P. Herbert    |
| Nicolas Mahut |

| Sam Groth     |
| Bernard Tomic |

| P. Herbert    |
| Nicolas Mahut |

| Denis Kudla   |
| Julio Peralta |

| Denis Kudla   |
| Julio Peralta |

| Mathias Bourgue |
| Calvin Hemery   |

| P. Herbert    |
| Nicolas Mahut |

| Federico Delbonis |
| Andrés Molteni    |

| Feliciano López |
| Marc López      |

| John Millman |
| Ken Skupski  |

| Federico Delbonis |
| Andrés Molteni    |

| Guillermo Durán |
| Máximo González |

| Feliciano López |
| Marc López      |

| Feliciano López |
| Marc López      |

| Treat Huey |
| Maks Mirny |

| Fabio Fognini |
| Andreas Seppi |

| Treat Huey |
| Maks Mirny |

| Ričardas Berankis |
| Lukáš Rosol       |

| Ričardas Berankis |
| Lukáš Rosol       |

| Marcelo Demoliner |
| Marin Draganja    |

| Treat Huey |
| Maks Mirny |

| Albert Ramos Viñolas |
| Jiří Veselý          |

| Julien Benneteau  |
| É. Roger-Vasselin |

| Julien Benneteau  |
| É. Roger-Vasselin |

| Julien Benneteau  |
| É. Roger-Vasselin |

| Thomaz Bellucci |
| Martin Kližan   |

| Vasek Pospisil |
| Jack Sock      |

| Vasek Pospisil |
| Jack Sock      |

| Ivan Dodig   |
| Marcelo Melo |

| Robin Haase    |
| Viktor Troicki |

| Ivan Dodig   |
| Marcelo Melo |

| Wesley Koolhof   |
| Matwé Middelkoop |

| Tristan Lamasine |
| Albano Olivetti  |

| Tristan Lamasine |
| Albano Olivetti  |

| Ivan Dodig   |
| Marcelo Melo |

| Jérémy Chardy     |
| Fernando Verdasco |

| Chris Guccione |
| André Sá       |

| Leonardo Mayer |
| João Sousa     |

| Leonardo Mayer |
| João Sousa     |

| Chris Guccione |
| André Sá       |

| Chris Guccione |
| André Sá       |

| J.S. Cabal   |
| Robert Farah |

| Henri Kontinen |
| John Peers     |

| Nicolas Almagro |
| G. García-López |

| Henri Kontinen |
| John Peers     |

| Brian Baker    |
| Marcus Daniell |

| Brian Baker    |
| Marcus Daniell |

| Marcos Baghdatis |
| Dmitrij Tursunov |

| Brian Baker    |
| Marcus Daniell |

| Grégoire Barrère |
| Quentin Halys    |

| Rohan Bopanna |
| Florin Mergea |

| Denys Moltjanov |
| Dudi Sela       |

| Grégoire Barrère |
| Quentin Halys    |

| Stéphane Robert     |
| Alexandre Sidorenko |

| Rohan Bopanna |
| Florin Mergea |

| Rohan Bopanna |
| Florin Mergea |

| Bob Bryan  |
| Mike Bryan |

| Mariusz Fyrstenberg |
| Santiago González   |

| Bob Bryan  |
| Mike Bryan |

| Adrian Mannarino |
| Lucas Pouille    |

| Oliver Marach  |
| Fabrice Martin |

| Oliver Marach  |
| Fabrice Martin |

| Bob Bryan  |
| Mike Bryan |

| Pablo Carreño Busta |
| David Marrero       |

| Radek Štěpánek |
| Nenad Zimonjić |

| Nick Kyrgios     |
| Alexander Zverev |

| Pablo Carreño Busta |
| David Marrero       |

| Dušan Lajović |
| Dominic Thiem |

| Radek Štěpánek |
| Nenad Zimonjić |

| Radek Štěpánek |
| Nenad Zimonjić |

| Marcin Matkowski |
| Leander Paes     |

| Aljaksandr Bury |
| Denis Istomin   |

| Marcin Matkowski |
| Leander Paes     |

| Mikhail Jelgin |
| Malek Jaziri   |

| Julian Knowle |
| Florian Mayer |

| Julian Knowle |
| Florian Mayer |

| Marcin Matkowski |
| Leander Paes     |

| David Guez     |
| Vincent Millot |

| Jamie Murray |
| Bruno Soares |

| Kenny de Schepper |
| Maxime Teixeira   |

| David Guez     |
| Vincent Millot |

| Jevgenij Donskoj |
| Andrej Kuznetsov |

| Jamie Murray |
| Bruno Soares |

| Jamie Murray |
| Bruno Soares |

| Raven Klaasen |
| Rajeev Ram    |

| Janko Tipsarević |
| Mikhail Juzjnyj  |

| Raven Klaasen |
| Rajeev Ram    |

| Mate Pavić    |
| Michael Venus |

| Eric Butorac |
| Scott Lipsky |

| Eric Butorac |
| Scott Lipsky |

| Eric Butorac |
| Scott Lipsky |

| Nicholas Monroe |
| Artem Sitak     |

| Łukasz Kubot   |
| Alexander Peya |

| Tejmuraz Gabasjvili |
| Diego Schwartzman   |

| Nicholas Monroe |
| Artem Sitak     |

| Ivo Karlović |
| Purav Raja   |

| Łukasz Kubot   |
| Alexander Peya |

| Łukasz Kubot   |
| Alexander Peya |

| Daniel Nestor |
| A. Qureshi    |

| Íñigo Cervantes |
| Paolo Lorenzi   |

| Daniel Nestor |
| A. Qureshi    |

| Jonathan Erlich |
| Colin Fleming   |

| Jonathan Erlich |
| Colin Fleming   |

| Paul-Henri Mathieu |
| Benoît Paire       |

| Daniel Nestor |
| A. Qureshi    |

| Gilles Müller    |
| Frederik Nielsen |

| Pablo Cuevas      |
| Marcel Granollers |

| Pablo Cuevas      |
| Marcel Granollers |

| Pablo Cuevas      |
| Marcel Granollers |

| Guide Pella      |
| Horacio Zeballos |

| Jean-Julien Rojer |
| Horia Tecău       |

| Jean-Julien Rojer |
| Horia Tecău       |